# (8329) Speckman
(8329) Speckman est un astéroïde de la ceinture principale.

## Description
(8329) Speckman est un astéroïde de la ceinture principale. Il fut découvert le 22 mars 1982 à La Silla par Henri Debehogne. Il présente une orbite caractérisée par un demi-grand axe de 3,18 UA, une excentricité de 0,13 et une inclinaison de 2,3° par rapport à l'écliptique.

## Compléments